# Angelo Maria Benincori
Angelo Maria Benincori (Brescia, 28 de març de 1779 - Belleville, 30 de desembre de 1821), fou un compositor italià.
Fou deixeble de Rolla i de Cimarosa, i el 1803 passà a la capital de França, on hi va romandre dotze anys, vivint del producte de donar lliçons i sens poder estrenar cap obra. Poc temps abans de morir fou encarregat d'acabar l'òpera de Nicolo Aladin ou la lampe mervelleuuse, l'èxit de la qual no va poder gaudir, car una malaltia del pit li arrabassà la vida prematurament.
Se li deuen a més: Nitetti, Les parents d'un jour (1815); La promeses de mariage (1818), Le Epoux indiscretes (1819).